# Titularbistum Dusa
Dusa ist ein Titularbistum der römisch-katholischen Kirche.
Die in Nordafrika gelegene Stadt war ein alter römischer Bischofssitz, der im 7. Jahrhundert mit der islamischen Expansion unterging. Er lag in der römischen Provinz Numidien.
| Titularbischöfe von Dusa |                                       | |                   |                  |
| Nr.                      | Name                                  | Amt | von               | bis              |
| 1                        | Adrien-Jean Larribeau MEP             | Apostolischer Koadjutorvikar von Seoul Apostolischer Vikar von Seoul Apostolischer Vikar von Daejeon (Korea) | 23. Dezember 1926 | 10. März 1962    |
| 2                        | Manuel Romero Arvizu OFM              | Prälat von Jesús María del Nayar (Mexiko)                                                                    | 24. Mai 1962      | 15. Februar 1978 |
| 3                        | Norbert Jules François Calmels OPraem | Generalabt der Prämonstratenser Mitarbeiter der Apostolischen Nuntiatur in Marokko                           | 22. März 1978     | 24. März 1985    |
| 4                        | Roger Louis Kaffer                    | Weihbischof in Joliet in Illinois (USA)                                                                      | 25. April 1985    | 28. Mai 2009     |
| 5                        | Giovanni D’Ercole FDP                 | Weihbischof in L’Aquila (Italien)                                                                            | 14. November 2009 | 12. April 2014   |
| 6                        | Franco Agnesi                         | Weihbischof in Mailand (Italien)                                                                             | 24. Mai 2014      |                  |